# حاجی‌لر (تووز)
حاجی‌لر (به لاتین: Hacılar) یک منطقه مسکونی در جمهوری آذربایجان است که در شهرستان تووز واقع شده است. حاجی‌لر ۵۵۱ نفر جمعیت دارد.